# Epocilla aurantiaca
Epocilla aurantiaca är en spindelart som först beskrevs av Simon 1885.  Epocilla aurantiaca ingår i släktet Epocilla och familjen hoppspindlar. Inga underarter finns listade i Catalogue of Life.